# Пушняков Сергій Віталійович
Сергій Пушняков (біл. Сяргей Віталевіч Пушнякоў, нар. 8 лютого 1993) — білоруський футболіст, півзахисник клубу «Городея».
Виступав, зокрема, за клуби «Мінськ» та «Спартакс» (Юрмала), а також молодіжну збірну Білорусі.

## Клубна кар'єра
Народився 8 лютого 1993 року. Вихованець футбольної школи клубу «Мінськ». Дорослу футбольну кар'єру розпочав 2011 року в основній команді того ж клубу, в якій провів чотири сезони, взявши участь у 71 матчі чемпіонату. 
Своєю грою за цю команду привернув увагу представників тренерського штабу клубу «Спартакс» (Юрмала), до складу якого приєднався 2016 року. Відіграв за юрмальський клуб наступний сезон своєї ігрової кар'єри. Більшість часу, проведеного у складі «Спартакса», був основним гравцем команди.
До складу клубу «Городея» приєднався 2018 року. Станом на 11 травня 2020 року відіграв за команду з Городеї 53 матчі в національному чемпіонаті.

## Виступи за збірні
У складі юнацької збірної Білорусі (U-18) взяв участь у 37 іграх, відзначившись 5 забитими голами.
Протягом 2012–2013 років залучався до складу молодіжної збірної Білорусі. На молодіжному рівні зіграв у 17 офіційних матчах.

## Титули і досягнення
- Чемпіон Латвії (2):

Спартакс (Юрмала): 2016, 2017
- Володар Кубка Білорусі (2):

Мінськ: 2012/13
Німан: 2024/25